# Germano Mosconi
Germano Mosconi (San Bonifacio, 11 novembre 1932 – Verona, 1º marzo 2012) è stato un giornalista e conduttore televisivo italiano.
Già direttore del quotidiano Nuovo Veronese e caporedattore e conduttore del telegiornale dell'emittente televisiva Telenuovo, è divenuto largamente conosciuto dai primi anni 2000 a seguito della pubblicazione via web di alcuni filmati che lo vedono protagonista, registrati durante i fuori-onda dei telegiornali da lui condotti, caratterizzati da bestemmie, espressioni volgari e reazioni iraconde.

## Biografia
Nato nel comune veneto di San Bonifacio, fu uno dei volti televisivi più noti del nord-est italiano negli anni ottanta e novanta, grazie al suo lavoro come giornalista e presentatore del telegiornale dell'emittente veronese Telenuovo nel periodo in cui la squadra di calcio dell'Hellas Verona vinse lo scudetto. Lavorò anche per La Gazzetta dello Sport. Nel 1982 vinse il Premio internazionale Cesare d'Oro per merito giornalistico. Dal 1996 al 1997 fu uno degli opinionisti della Serie A 1996-1997 per TELE+2.
Negli anni 2000 apparve frequentemente sull'emittente televisiva TeleArena come opinionista nel corso delle partite di Chievo e Verona e fu a volte ospite di Tutto il calcio minuto per minuto su Rai Radio 1 in occasione delle gare di campionato giocate allo stadio Marcantonio Bentegodi. Fondò e diresse, fino alla sua morte, il periodico in lingua tedesca Gardasee Zeitung, dedicato ai turisti di area germanica del Lago di Garda. Nel febbraio 2005 fu nominato responsabile delle relazioni esterne e comunicazione del Verona, incarico che ha lasciato nell'agosto seguente.
Grande appassionato di tennis e di golf, curò sul quotidiano L'Arena una rubrica riservata a tali sport; fu inoltre uno dei primi giornalisti a "scoprire" e parlare del conterraneo Matteo Manassero.

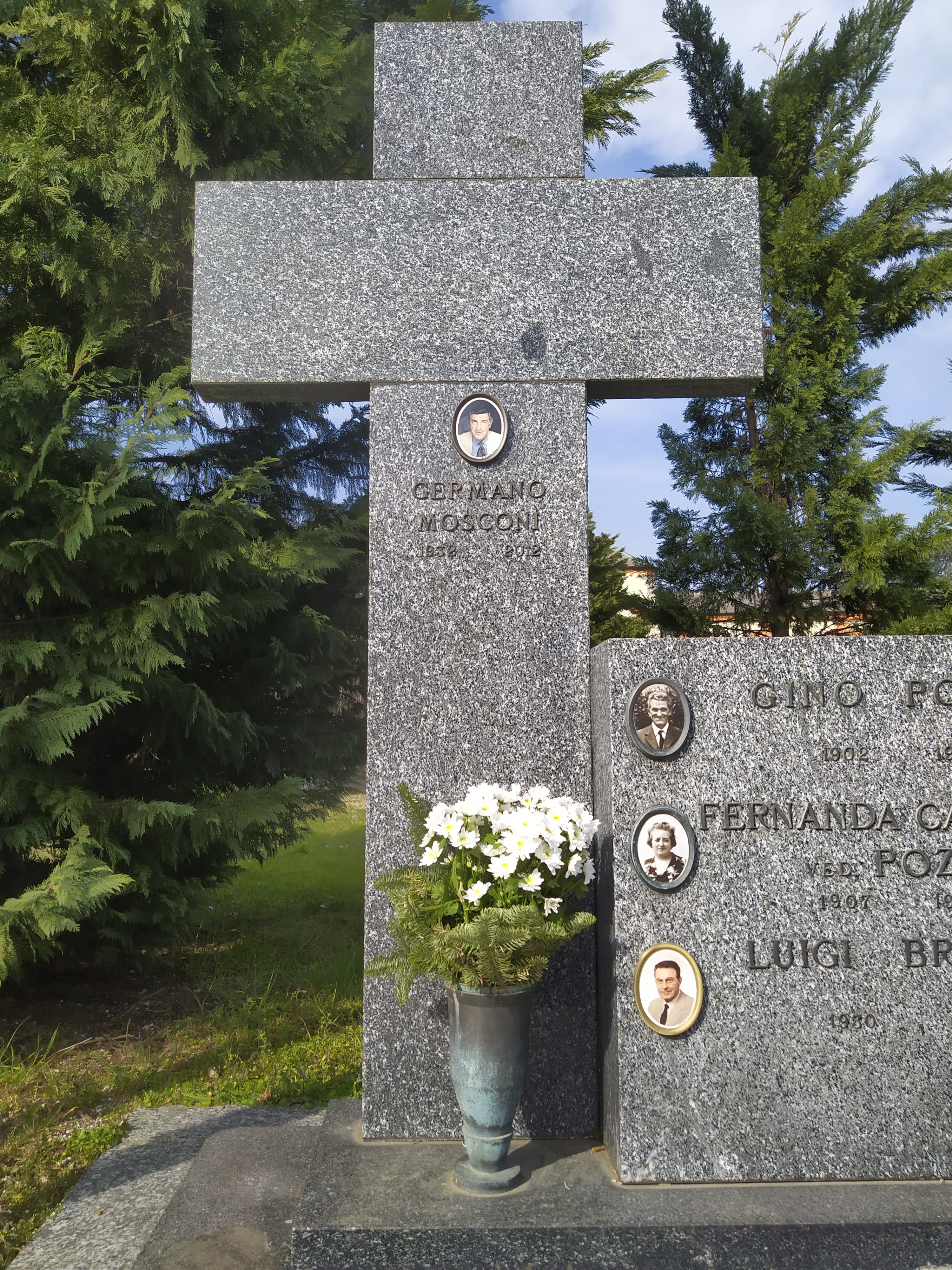
Tomba di Mosconi nel cimitero monumentale di Pavia

Morì a Verona il 1º marzo 2012, poco più di otto mesi prima del suo ottantesimo compleanno, dopo una lunga malattia, lasciando la moglie e la figlia Margherita. Ricevette sepoltura due giorni dopo nel cimitero monumentale di Pavia.

## La notorietà su Internet
A partire dal 2005 Mosconi fu oggetto di una particolare vicenda che lo rese noto in tutta Italia. Individui ignoti pubblicarono in Internet vari fuori-onda estratti da vecchie registrazioni dei programmi d'informazione di Telenuovo (risalenti a fine anni ottanta-primi anni novanta) condotti da Mosconi, in cui si mostravano le irate reazioni del giornalista a vari disturbi che causavano il fermo delle riprese: l'entrata non autorizzata di persone nello studio, porte sbattute, rumori, l'uso di fogli dattiloscritti illeggibili, male assemblati o contenenti errori e semplici lapsus linguae.
L'ampio uso di bestemmie e turpiloquio (spesso anche in dialetto veneto) ed il montaggio rendevano tali filmati spontaneamente comici: essi dunque circolarono molto rapidamente attraverso la rete e trasformarono il giornalista in un'involontaria figura comica, oltre che in un fenomeno di Internet. Nel giro di poco tempo nacquero infatti vari forum a lui dedicati e iniziarono a circolare innumerevoli ridoppiaggi e parodie in cui la sua immagine e le sue imprecazioni venivano inserite in altri video, spezzoni di varie opere audiovisive e brani musicali.
Mosconi non fu mai felice di questa notorietà, denunciò gli anonimi che avevano diffuso i video e rifiutò di commentare la vicenda. Declinò inoltre la richiesta di partecipare a uno spettacolo assieme al comico veneziano Lino Toffolo e alla trasmissione radiofonica Lo Zoo di 105, dove era stato inviato a raccontare la propria versione dei fatti.
Il giornalista, paradossalmente, era conosciuto per l'eleganza e la pacatezza davanti alle telecamere. Lorenzo Roata, giornalista di Rai Sport ed ex collega di Mosconi a Telenuovo, riassunse così la vicenda: